# Alma (flod)
 For alternative betydninger, se Alma. (Se også artikler, som begynder med Alma)
Alma (russisk/ukrainsk: Альма, krimtatarisk: Alma) er en lille flod på Krimhalvøen. Dens udmunding ligger halvvejs mellem Jevpatorija og Sevastopol. Ordet Alma er krimtatarisk og betyder "æble". Den 20. september 1854 besejrede de allierede britiske, franske og osmanniske styrker de russiske under fyrst Aleksandr Sergejevitj Mensjikov i nærheden af floden i Slaget ved Alma.